# 42 aC

## Esdeveniments

### Imperi Romà
- Lèpid el triumvir i Lucius Munatius Plancus són cònsols.
- 1 de gener: Juli Cèsar, mort dos anys abans, és deïficat pel senat romà.
- 3 d'octubre: Primera batalla a les Filipos, Marc Antoni i Octavi entren a una batalla contra els assassins Brutus i Gai Cassi Longí.
- 23 d'octubre: Segona batalla a les Filipos, l'exèrcit de Brutus és derrotat pel de Marc Antoni i Octavi.

## Naixements
- 16 de novembre: el cèsar Tiberi.

## Necrològiques
- 3 de novembre: Gai Cassi Longí, assassí de Juli Cèsar (suïcidi).
- 23 d'octubre: Brutus, protector i assassí de Cèsar (suïcidi).
- Posterior al 23 d'octubre: Pòrcia Cató, esposa de Brutus. (suïcidi) (data aproximada).
- Gai Antoni el Jove, germà de Marc Antoni.